# Once Human (videojuego)
Once Human es un juego de supervivencia multijugador de mundo abierto, en tercera persona, ambientado en un escenario postapocalíptico y de acceso gratuito. Desarrollado y publicado por Starry Studio, una subsidiaria de NetEase, fue lanzado el 9 de julio de 2024.

## Jugabilidad
El modo de juego de Once Human combina varias mecánicas de supervivencia, como la recolección de recursos, la realización de misiones secundarias y la capacidad de construir una base que resista tanto a otros jugadores como a los diversos enemigos del juego. Todo esto dentro de un mapa estilo sandbox compartido dentro de un mundo abierto. Al comenzar el juego el jugador comienza explorando el entorno y es guiado a través de un tutorial y una serie de misiones iniciales, diseñadas para enseñar las mecánicas de supervivencia, desbloquear sistemas clave y avanzar en la narrativa del juego.
Los elementos de supervivencia en Once Human incluyen la recolección de recursos, la creación de objetos, la construcción de bases, así como la gestión de la alimentación y el medidor de cordura. El jugador debe comer y beber para mantener sus niveles de hambre e hidratación. Mantener estos niveles por encima de un umbral específico otorga diversas bonificaciones, como mejoras en la salud y el daño. Ciertas acciones, como pasar demasiado tiempo en áreas sobrenaturales, reducen el medidor de cordura, lo que disminuye la salud máxima del jugador. Para restaurar la cordura, el jugador debe consumir ciertos recursos o descansar en una cama.
El juego comienza enfocándose en la recolección de recursos y materiales para construir un campamento base, fabricar armas y municiones, lo que permite al jugador explorar el mapa y participar en misiones principales, misiones secundarias, actividades y eventos mundiales. 
Las fortalezas son grandes ubicaciones repartidas por el mapa que ocupan áreas específicas. Están llenas de enemigos y contienen diversos tesoros y recursos. Cada fortaleza tiene objetivos únicos para completar y un tema propio. En su interior, hay un ancla de grieta que, al activarse, otorga recompensas y ayuda al jugador a progresar en las batallas monolíticas.
Las batallas de monolitos son enfrentamientos clave que el jugador debe superar a medida que progresa en la historia principal y despeja las fortalezas en cada zona. Estas batallas contra jefes se dividen en varias fases, que deben completarse para derrotar al Monolito. Actualmente, el juego cuenta con tres jefes de Monolito únicos.
Por otro lado, los silos son mazmorras generadas de forma instanciada que aparecen en el mundo abierto y tienen varios niveles de dificultad. Dentro de los silos, los jugadores enfrentan enemigos básicos, élites y un mini jefe al final. Cada silo ofrece recompensas específicas y puede repetirse para recolectar recursos.

## Trama
El jugador despierta en un futuro apocalíptico sin recuerdos. El escenario,un mundo devastado por un evento conocido como "Starfall" o  Caída de Estrellas, en el que una sustancia alienígena llamada "Stardust" o Polvo de Estrellas contaminó el planeta, provocando la mutación de la mayoría de los seres vivos en Desviaciones violentas. Un misterioso pájaro llamado "V" informa al jugador que es un Metahumano, un ser humano mejorado biológicamente con la capacidad de controlar el Polvo de Estrellas. Estos Metahumanos fueron creados por Rosetta, una corporación que, en su búsqueda de la evolución humana, desató la Caída de Estrellas a través de experimentos imprudentes.
La historia principal sigue a Meta-Human (El jugador) y a V mientras desvelan los horrores causados por Rosetta y enfrentan a las Desviaciones que la corporación creó. El mundo está cubierto de ciudades abandonadas que el jugador explora, recolectando recursos y descubriendo los secretos del pasado. Además, los jugadores pueden reclutar Desviaciones amistosas, conocidas como Deviants, que les asisten en combate o en la recolección de recursos.

## Recepción
Once Human recibió críticas "mixtas o promedio" según el agregador de reseñas Metacritic. Justin Koreis de IGN calificó el juego como "excelente", otorgándole una puntuación de 8/10.
El juego fue muy popular en su lanzamiento, alcanzando más de 230,000 jugadores simultáneos en la plataforma Steam. Aún asi, los desarrolladores enfrentaron dificultades para satisfacer la alta demanda, lo que provocó que los jugadores tuvieran que esperar en largas colas antes de poder ingresar al juego,  desconexiones repentinas, bugs, entre otros.
El 16 de agosto de año 2024, el juego ocupó el primer puesto en el ranking de "Más vendidos" en Steam.